# Andrea Scanavacca
Pas d'image ? Cliquez ici

a Compétitions nationales et continentales officielles uniquement.

b Matchs officiels uniquement.
Dernière mise à jour le 7 août 2019.
Andrea Scanavacca (né le 23 juillet 1973 à Rovigo, en Vénétie) est un joueur italien de rugby à XV. 

## Biographie
Andrea Scanavacca a joué en équipe d'Italie et évolue au poste de demi d'ouverture (1,75 m pour 75 kg).

## Carrière

### En club
- jusqu'en 2000 : Rugby Rovigo  Italie
- 2000-2001 : Rugby Roma  Italie
- 2001-2006 : Rugby Rovigo  Italie
- 2006-2007 : Rugby Calvisano  Italie
- 2007-2008 : Rugby Rovigo  Italie

Il détient le record de points réalisés en championnat d'Italie (3368) aussi bien que sous le maillot de Rovigo (2945).

### En équipe nationale
Il a honoré sa première cape internationale en équipe d'Italie le 22 août 1999 à L'Aquila par une victoire 49-17 contre l'équipe d'Uruguay et sa dernière lors du tournoi des six nations 2007.

#### Tournoi
| Édition                      | Rang | Résultats Italie | Résultats A. Scanavacca | Matchs A. Scanavacca |
| ---------------------------- | ---- | ---------------- | ----------------------- | -------------------- |
| Tournoi des six nations 2001 | 6    | 0 v, 0 n, 5 d    | 0 v, 0 n, 1 d           | 1/5                  |
| Tournoi des six nations 2007 | 4    | 2 v, 0 n, 3 d    | 1 v, 0 n, 3 d           | 4/5                  |

Légende : v = victoire ; n = match nul ; d = défaite ; la ligne est en gras quand il y a grand chelem.

## Palmarès

### En équipe nationale
- 11 sélections en équipe d'Italie de 1999 à 2007.
- 2 essais, 9 transformations, 7 pénalités (49 points)
- Sélections par année : 1 en 1999, 1 en 2001, 2 en 2002, 1 en 2004, 2 en 2006, 4 en 2007
- Tournois des Six Nations disputés : 2001, 2007.

### Personnel
Il a été le premier italien à atteindre et dépasser la barre des 3000 points réalisés (3018 au 25 mars 2006).